# Sabalites longirhachis
Sabalites longirhachis és el terme parataxonòmic que inicialment es va utilitzar per anomenar uns fòssils de fulles de palmera del Cretaci Superior (Santonià superior–Maastrichtià) trobats en diferents localitats dels Pirineus catalans, de França, d'Àustria i de Romania. Les referències més antigues d'aquests fòssils de fulles de palmera són els treballs que van realitzar Franz Unger el 1850 i Gaston de Saporta i Antoine-Fortuné Marion el 1885 a partir dels materials recuperats a la conca de Neue Welt (Àustria) i a la localitat de Fuveau (Aix-en-Provence, França). La majoria de fòssils de S. longirhachis consisteixen en compressions, adpressions o impressions parcials de làmines. No obstant, les superfícies margoses amb petjades de titanosaure dels jaciments de Fumanya (Fígols i Vallcebre, Berguedà, Barcelona) conserven prop d'una vuitantena d'impressions i d'adpressions de fulles de S. longirhachis, algunes de les quals tenen les làmines quasi senceres i el pecíol. En aquesta mateixa localitat, les fulles de S. longirhachis estan associades a més d'un centenar de motlles de troncs i també s'hi han documentat algunes soques amb sistemes d'arrels fossilitzats que s'han atribuït a palmeres. A la localitat de Molí del Baró (Isona i Conca Dellà, Pallars Jussà, Lleida), s'han trobat fulles de S. longirhachis associades a fòssils de fruits de palmera.

## Descripció de les fulles deSabalites longirhachis

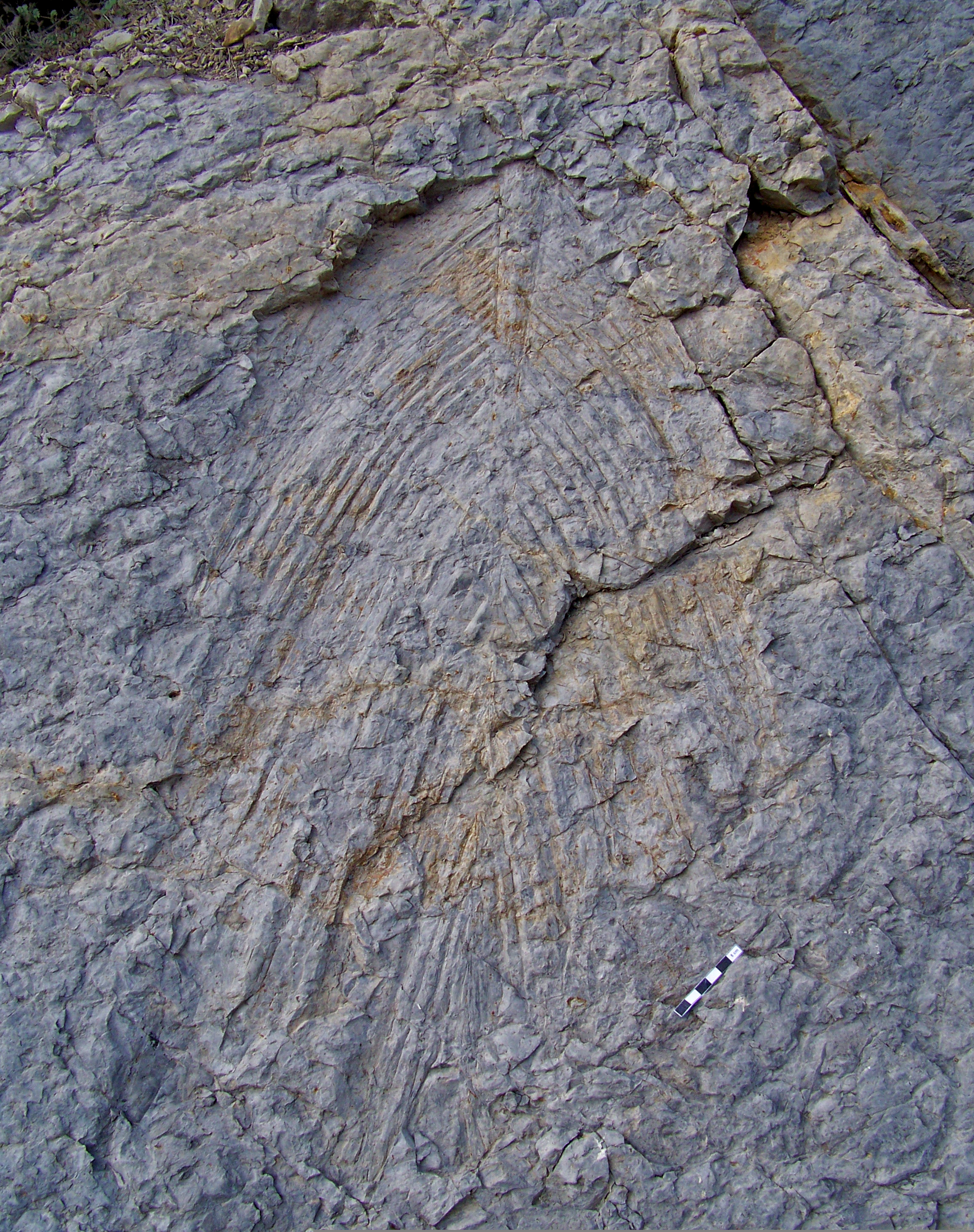
Aquesta és la impressió de làmina de Sabalites longirhachis més completa que es coneix. Es troba als jaciments de Fumanya (Vallcebre, Berguedà, Barcelona) i va ser produïda per una fulla verda tal com suggereix la seva làmina oberta.

Les fulles de Sabalites longirhachis tenen forma oval–lanceolada i són costapalmades. Les làmines no estan dividides. Amiden entre 43 i 75 cm de longitud i entre 10 i 41 cm d'amplada. Estan formades per entre 25 i 30 parells de segments foliars oposats, induplicats i fusionats. Els segments emergeixen formant angles aguts d'un eix central robust anomenat "costa". Aquesta estructura és una prolongació del pecíol, ample de la base i acabada en punta, que forma l'eix central de la làmina. Els pecíols amiden entre 44 i 53 cm de longitud. Cada segment foliar presenta un nervi central i varis nervis paral·lels de fins a quatre ordres menors a cada costat. Les cutícules de l'anvers i del revers presenten cèl·lules elongades. Els estomes són tetracítics i es troben a la cutícula del revers de les fulles.

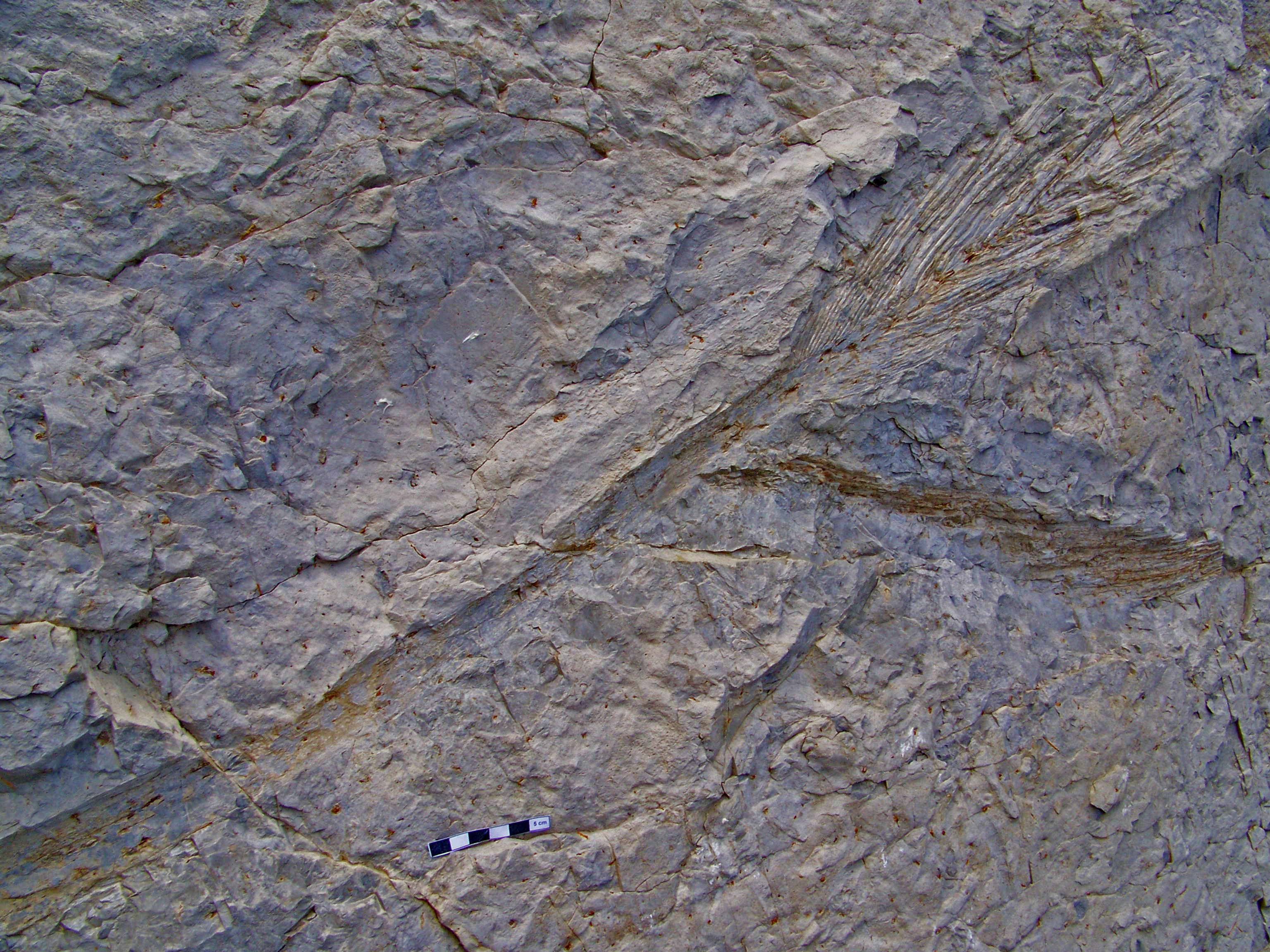
Impressió de fulla de Sabalites longirhachis completa, trobada als jaciments de Fumanya (Vallcebre, Berguedà, Barcelona). Probablement va ser produïda per una fulla marcescent, tal com indica la seva làmina plegada.

Entre les impressions de fulles més completes estudiades als jaciments de Fumanya, n'hi havia algunes amb les làmines obertes mentre que d'altres tenien les làmines plegades. Les primeres s'han interpretat com a fulles verdes i metabòlicament actives, mentre que les altres serien de fulles marcescents.

## Descripció d'altres òrgans i estructures associades a les fulles deSabalites longirhachis

### Troncs

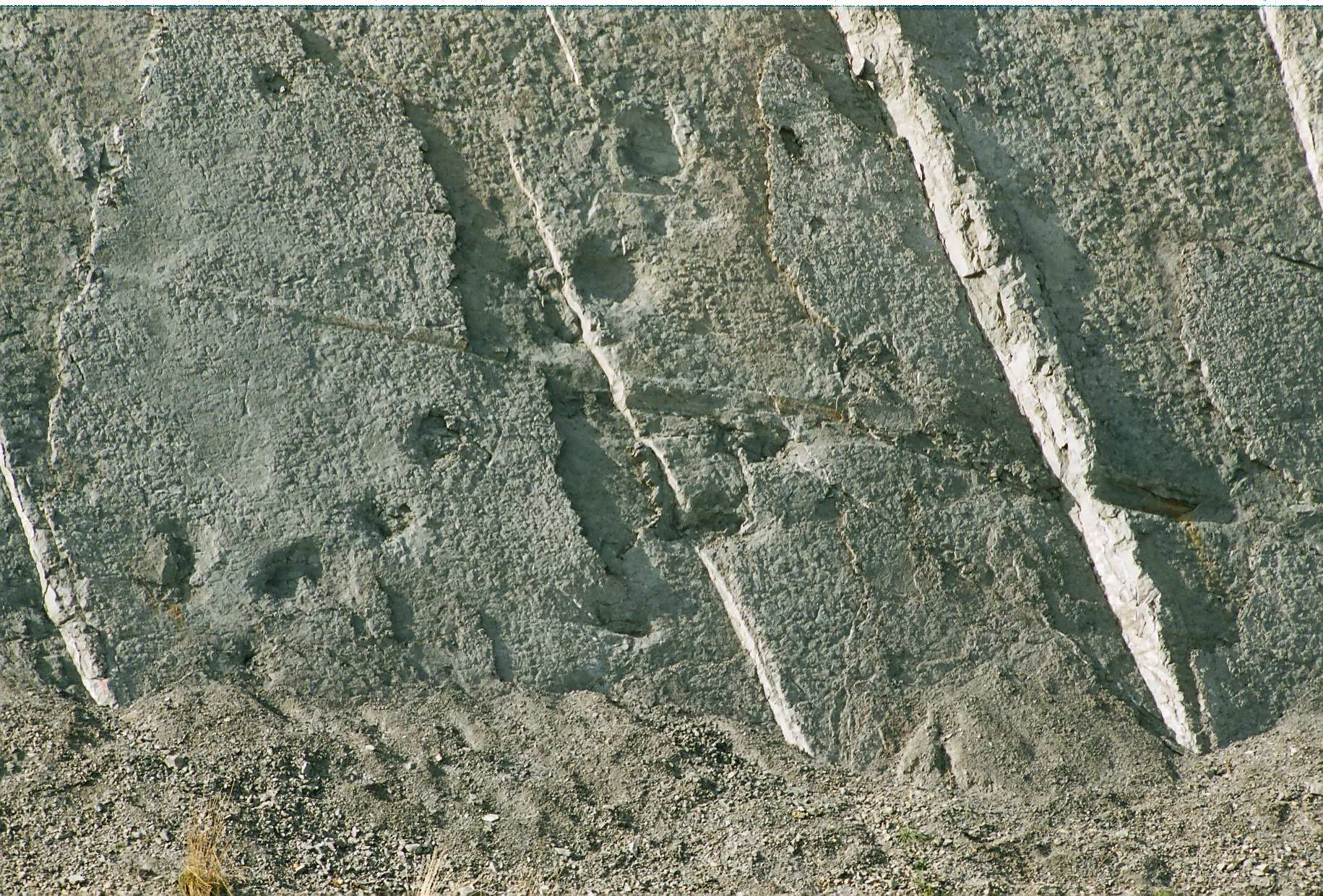
Motlle d'un tronc de palmera que amida 13.8 m de longitud al jaciment de Fumanya Sud (Fígols, Berguedà, Barcelona). Es pot observar un rastre de titanosaure perpendicular al motlle del tronc.

Als jaciments de Fumanya, els troncs de palmera estan conservats en forma de motlles cilíndrics sense cap tipus de ramificació. Els més grans arriben a fer prop de 14 m de longitud i 22 cm de diàmetre màxim. En alguns exemplars s'observa una ornamentació a la base en forma d'estructures rugoses i paral·leles, les quals s'han interpretat com a arrels adventícies que es van començar a diferenciar a les parts més baixes dels troncs, com passa en moltes espècies de palmeres actuals (per exemple, la palmera canària [Phoenix canariensis]). La preservació dels troncs de palmera dels jaciments de Fumanya com a motlles ha fet que s'hagin perdut tots els detalls de la seva anatomia interna. En canvi, al jaciment de Molí del Baró, s'han recuperat fragments de fusta de palmera fossilitzada on es poden distingir perfectament els feixos vasculars paral·lels densament empaquetats.

### Sistemes d'arrels

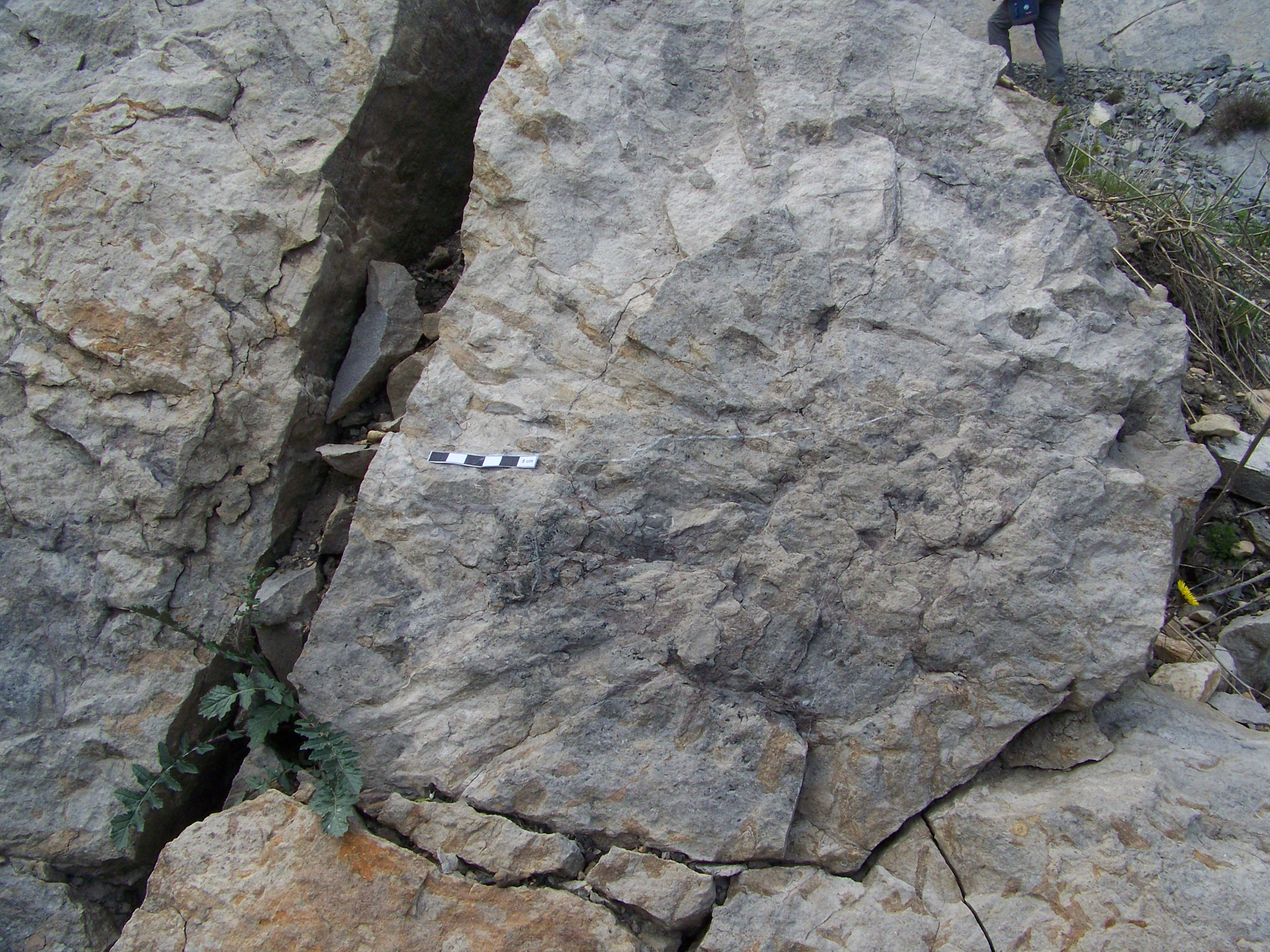
Impressió d'una possible soca de palmera de la qual surt radialment una bioturbació que és interpretada com arrels adventícies. Apareix en una superfície calcària amb petjades de titanosaure del jaciment de Mina Esquirol (Vallcebre, Berguedà Barcelona).

Al jaciment de Mina Esquirol (jaciments de Fumanya), en una superfície de calcària lacustre amb petjades de titanosaure, s'han documentat motlles interns d'arrels que envolten radialment unes marques circulars que s'han interpretat com a soques de palmeres.

### Llavors

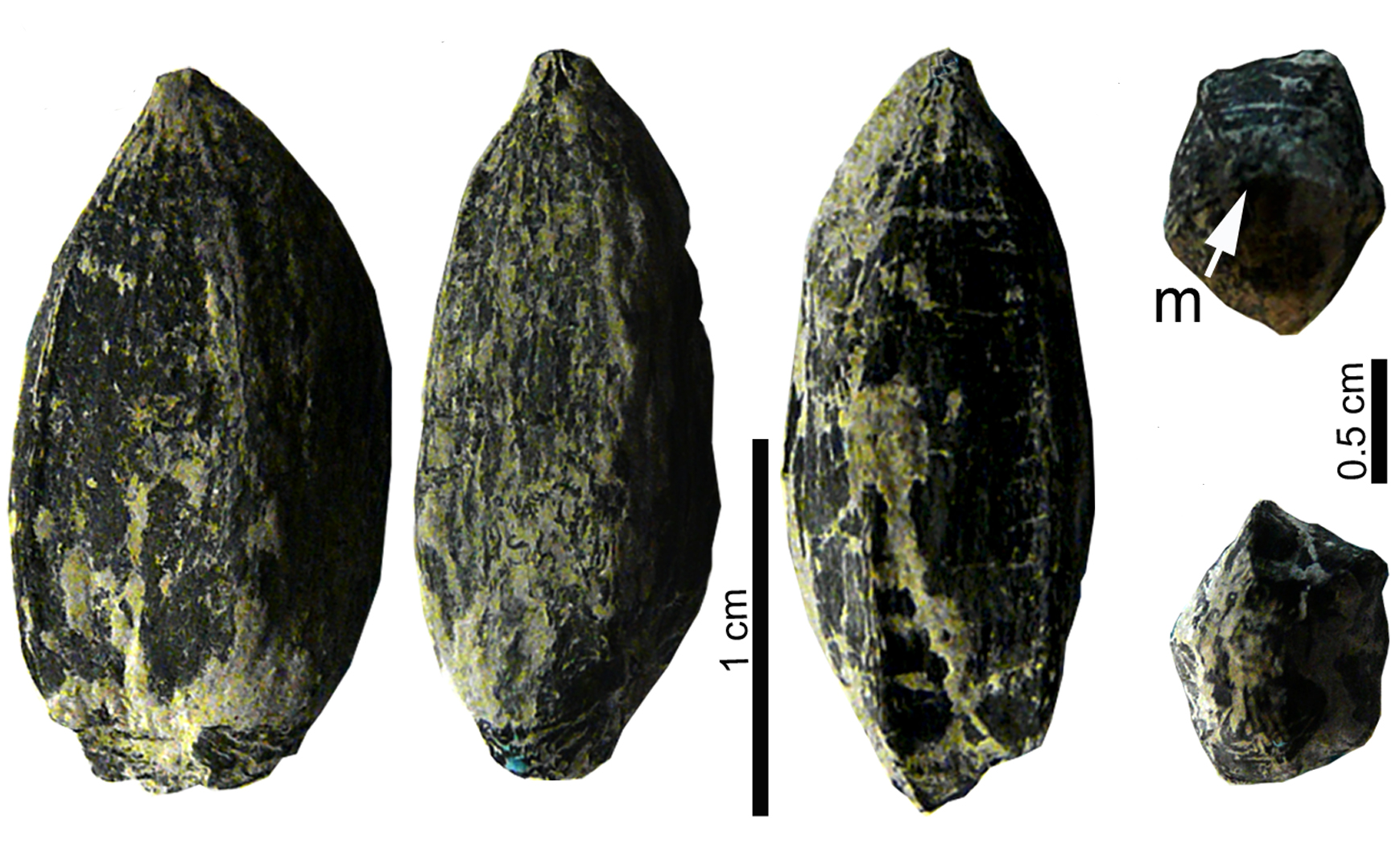
Llavors de palmera descobertes al jaciment de Molí del Baró (Isona i Conca Dellà, Pallars Jussà, Lleida). La m marca el pol micropilar.

El únics fòssils de llavors del registre paleobotànic del Maastrichtià dels Pirineus que es poden assignar inequívocament a palmeres s'han trobat al jaciment de Molí del Baró. Tenen una forma ovoide o el·lipsoide i simetria pentarradial, deguda a cinc estries longitudinals gruixudes que convergeixen en el pol micropilar punxegut. La superfície entre les estries gruixudes està ornamentada amb unes estries longitudinals molt més fines. Les llavors amiden entre 16.4 i 24.9 mm de longitud i entre 6.5 i 14.8 mm d'amplada. La forma i la mida d'aquestes llavors fòssils recorden a les d'espècies de palmeres actuals com la palma de vi (Attalea butyracea), la wodiètia (Wodyetia bifurcata) o la palmera para-sol (Hedyscepe canterburyana).

### Pòl·lens
A les diferents localitats dels Pirineus catalans on s'han recuperat els fòssils de les fulles de S. longirhachis (Molí del Baró, Isona sud [Isona i Conca Dellà, Pallars Jussà, Lleida], Fumanya) també s'hi han citat diverses espècies de pòl·lens atribuïts a palmeres, entre els quals: Monocolpopollenites lutescens, M. tranquillus, Monosulcites cf. borassioides, Monos. brevispinosus i Spinizonocolpites cf. baculatus. Això indica que les comunitats vegetals on vivia l'espècie productora de les fulles de Sabalites també eren habitades per altres espècies de palmeres. No obstant, encara no se sap quina d'aquestes espècies de pòl·lens corresponia a la palmera S. longirhachis.

## Reconstrucció de l'hàbit deSabalites longirhachis

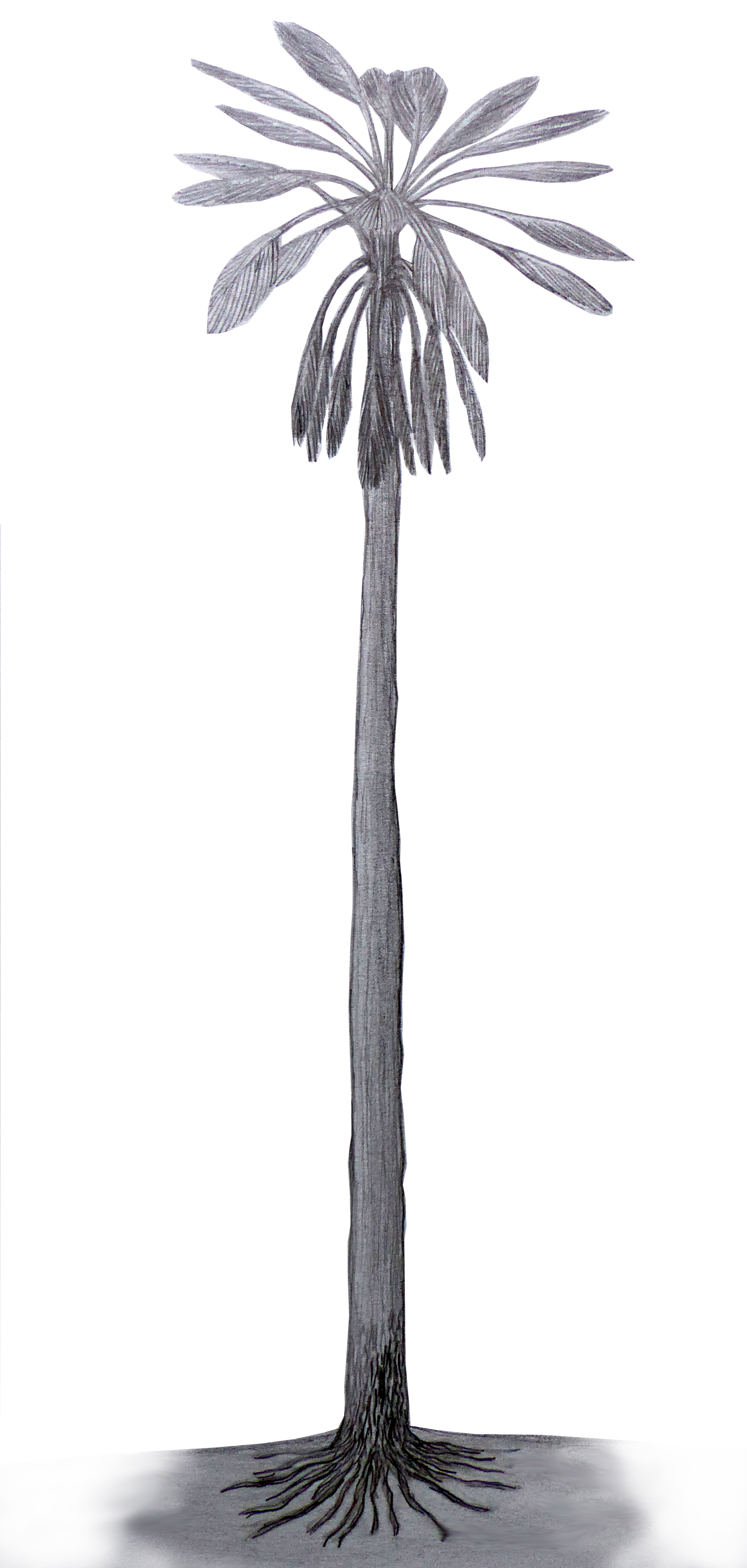
Reconstrucció hipotètica de l'hàbit de la palmera Sabalites longirhachis feta a partir de l'estudi de les restes fòssils trobades als jaciments de Fumanya (Berguedà, Barcelona).

A partir de les restes fòssils de fulles, troncs i sistemes d'arrels estudiades als jaciments de Fumanya, s'ha proposat una hipòtesis sobre com era el cos vegetatiu de la palmera Sabalites longirhachis. Es tractava d'una palmera amb un tronc prim i rectilini que podia assolit altures de prop de 14 m. La major part de la superfície del tronc era llisa, sense marques de les cicatrius deixades per les bases de les fulles que s'havien escindit. A les parts més baixes dels troncs s'hi podien diferenciar arrels adventícies que després emergien radialment de la soca, enfonsant-se dins les capes més superficials del sòl. Les fulles eren grans, costapalmades i amb els segments fusionats. Podien amidar fins a 130 cm de longitud i formaven una corona a l'extrem superior del tronc. Les fulles verdes i fotosintèticament actives tenien les làmines obertes. Les fulles marcescents tenien les làmines plegades i romanien unides a la base de la corona on es descomponien abans de caure.

## Les fulles deSabalitesen relació amb la història evolutiva primerenca de les palmeres
Les dades moleculars suggereixen que les primeres palmeres haurien aparegut al Cretaci Inferior. No obstant, les restes fòssils de palmera més antigues que es coneixen estan datades de principis del Cretaci Superior. Al llarg del Cretaci Superior, les palmeres es van diversificar i, cap a finals del període, ja s'havien dispersat extensament al llarg dels reialmes Pantropical i Temperat de l'hemisferi nord. A partir de la morfologia de les fulles, es creu que Sabalites longirhachis era una forma primitiva de palmera a partir de la qual haurien evolucionat les palmeres amb fulles pinnades i palmades.

## Paleoecologia

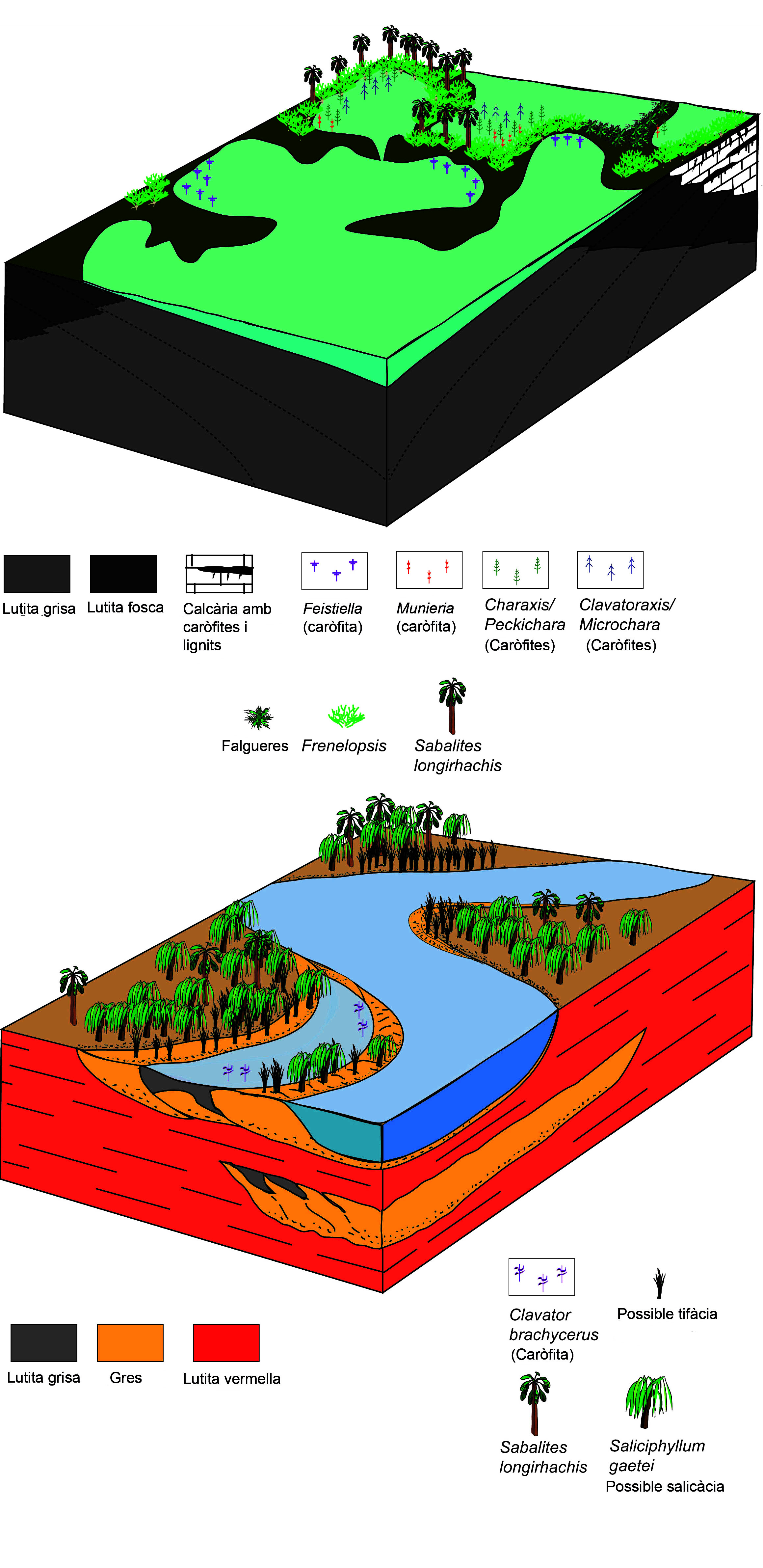
Reconstrucció dels diferents ambients i comunitats vegetals on vivia la palmera Sabalites longirhachis a la regió pirinenca durant el Maastrichtià. A sobre es representa les zones d'aiguamolls costaners del Maastrichtià inferior, on Sabalites competia amb la conífera Frenelopsis pel domini de la comunitat vegetal. A sota es representa una vegetació de ribera completament dominada per angiospermes (Sabalites juntament amb possibles salicàcies i tifàcies) en el Maastrichtià superior.

Els estudis més detallats sobre la paleoecologia de Sabalites longirhachis s'han realitzat en els jaciments del Cretaci Superior dels Pirineus. Segons aquests treballs, S. longirhachis va habitar diferents tipus de comunitats vegetals en les zones humides costaneres de la futura regió pirinenca durant tot el Maastrichtià. Els jaciments de Fumanya han revelat que, en aquesta zona i durant el Maastrichtià inferior, les palmeres Sabalites estaven competint amb les coníferes Frenelopsis per la dominança dels aiguamolls costaners. En altres localitats del centre i de l'est d'Europa s'ha vist que les palmeres Sabalites habitaven ambients semblants però que diferien en la composició vegetal. Per exemple, l'estudi dels fòssils de la Formació Grünbach (Campanià inferior, Àustria) indica que S. longirhachis compartia els pantans i els aiguamolls amb falgueres, cues de cavall, pandanals i algunes coníferes. El registre paleobotànic del Maastrichtià de Rusca Montană i de la conca d'Haţeg (Romania) també suggereix que les pandanals i S. longirhachis dominaven les zones humides. En canvi, en el Maastrichtià superior de la regió pirinenca, hi ha evidències que les palmeres Sabalites habitaven comunitats vegetals completament dominades per angiospermes (amb possibles salicàcies [salzes] i tifàcies [bogues]) en ambients fluvials (ribes de meandres de rius). A partir de totes aquestes dades, es pot concloure que S. longirhachis es va expandir per bona part de l'arxipèlag d'illes que formava el sud d'Europa entre el Campanià inferior i finals del Maastrichtià, quan probablement es va extingir. Aquest èxit ecològic possiblement va ser degut al fet que era una espècie molt adaptable que podia compartir els diferents ambients on vivia (aiguamolls costaners, boscos de ribera) amb una important varietat de plantes (pteridòfits, coníferes, pandanals, possibles tifàcies i salicàcies).